# Ramón Núñez
Ramón Núñez (Tegucigalpa, 14 de Novembro de 1985) é um futebolista hondurenho. Que atua como Meio-Campo no Fort Lauderdale Strikers. 

## Carreira
Nunez fez parte do elenco da Seleção Hondurenha de Futebol nas Olimpíadas de 2008 e da Copa do Mundo de 2010.